# Миодраг Пантелић
Миодраг Пантелић (Нови Козарци, 4. септембар 1973) је бивши српски фудбалер.

## Каријера
Пантелић је рођен у селу Нови Козарци код Кикинде. Фудбалом је почео да се бави у локалној Слободи, а његов таленат врло брзо приметили су људи из ОФК Кикинде и позвали га да игра за њихове млађе селекције. Недуго затим, уследио је позив новосадске Војводине чији је дрес носио у три наврата (1992–96, 2006. и 2007–09). Пре него је постао стандардан првотимац Војводине, једно време је провео на позајмици у градском ривалу РФК Нови Сад.
Са београдском Црвеном звездом (1995–2000) осваја чак четири национална купа (1996, 1997, 1999, 2000) и једну титулу првака државе у својој последњој сезони (1999–2000) у „црвено-белом“ дресу“.
Поред иностране каријере у бугарском Левском из Софије (2000–03), добар део каријере провео је и у Кини где је наступао за Далијан (2000. и 2005–06), Сичуан (2003–04) и Пекинг Гуан (2007). Играчку каријеру завршава у новосадској Војводини 2009. године.
За репрезентацију СР Југославије је наступио на пет сусрета и занимљиво је да је на свих пет сусрета остварена победа! Дебитовао је 31. јануара 1995. против Хонг Конга (3:1) на Карлсберг купу, док је последњи сусрет у државном тиму одиграо 16. новембра 1995. против Мексика (4:1) у Монтереју.
Након играчке каријере једно време обављао функцију спортског директора ФК Војводина.

## Трофеји
Црвена звезда
- Првенство СР Југославије (1) : 1999/00.
- Куп СР Југославије (4) : 1995/96, 1996/97, 1998/99, 1999/00.

Левски Софија
- Првенство Бугарске (2) : 2000/01, 2001/02.
- Куп Бугарске (2) : 2001/02, 2002/03.